# Thomas Huijben
Thomas Huijben (* 14. Januar 1993) ist ein niederländischer Fußballspieler, der vorrangig in der Abwehr eingesetzt wird.
Sein Debüt in der Eerste Divisie gab Huijben am 6. März 2011, als er – noch als Jugendspieler der gemeinsamen Ausbildungsabteilung der Vereine RKC Waalwijk und Willem II Tilburg – beim 2:1-Auswärtssieg bei FC Dordrecht kurz vor Schluss der Partie für den verletzten Kapitän Frank van Mosselveld eingewechselt wurde.